# Konga
Konga är en tätort i Tingsryds kommun i Kronobergs län, belägen vid Ronnebyån.

## Historik
Ortens namn var från början byn Örmo i Södra Sandsjö socken, men i och med järnvägens intåg med Bredåkra–Tingsryds Järnväg 1896 övertog den häradets namn, då stationen döptes till Konga. Orten är belägen vid Ronnebyån och genom byn gick från början riksväg 120 mot Kalmar. Vägen går nu i utkanten av samhället. Från väg 120 går en mindre väg mot Hallabro i Blekinge. Den vägen heter nu Ronnebyvägen i samhället.

### Industrihistorik
"Konga är en bruksort sedan 1742, belägen vid Ronnebyån. Från början masugnsblåsning och gjutning, under namnet Örmo Bruk. Efter att järnbruksverksamheten flyttades till Kallinge 1888 startades pappersmassatillvekning på platsen. 1943 fick pappersmassetillverkningen läggas ned p g a exportproblem under kriget. I lokalerna tillverkades monterbara trähus 1943-1957." skriver Smålands Museum i Digitalt Museum År 1956 såldes bruket till Svenska Stålpressnings AB och blev en filial till Stålpressningsbolagets fabrik i Olofström för pressning och sammansättning av tjockare plåtdetaljer.
Industriverksamheten i Konga blomstrade under 1960- och 1970-talen, då bruket ägdes av Svenska Stålpressnings AB och senare Volvo Personvagnar. År 1975 utökades verksamheten med svetsning av bakaxelkåpor till tunga fordon. Antalet anställda låg sedan omkring 250 under en följd av år. År 1988 sålde Volvo företaget. Sedan dess har bruket haft flera ägare. När Volvo bytte till gjutna bakaxelkåpor på 1990-talet, försvann en stor del av produktionen, så antalet anställda har på senare år pendlat runt 100. Företaget gick från 2004 under namnet "Konga Bruk". Verksamheten gick i konkurs 2013.
År 2019 är ortens största industriföretag Konga Mekaniska Verkstad AB, som startades i november 1987 av Stig Haglund och Paul Haglund.  Vid starten tillverkades diverse vagnar till Ansor Team AB, som då var en av de ledande aktörerna på den svenska postordermarknaden. I maj 2009 blev företaget delägare i det vietnamesiska företaget Fine Interior. Produktionen av kinesiska tradingprodukter flyttades till denna fabrik. På detta sätt kunde Konga Mekaniska Verkstad koncentrera sig på att utveckla och sälja vagnar i sitt standardsortiment. I augusti 2011 fördubblades lagret och är cirka 9000 m². Under 2014/2015 investerades i bland annat automatiserade stans- och bockningsmaskiner, streckkodscanningsystem på lagret samt ett nytt system för Product Information Management. I januari 2015 förvärvades Industri AB Hjalmar Johansson i Anderstorp. Genom detta förvärv fick företaget hög rörbocknings- och robotsvetskompetens. Kunderna finns idag främst inom postorderbranschen över hela Europa. Konga mekaniska har 85 anställda, i Anderstorp cirka 17 anställda och i Vietnam cirka 200 anställda.
Resterna av gamla Konga bruk är Konga Måleri i Konga i det gamla brukets lokaler. Konga måleri har ett 50-tal medarbetare och är en av de större aktörerna i området. Företaget ingår i Sibbhultsverken Group AB ihop med Sibbhultsverken AB, Fundo Components AB och Arvika Gjuteri AB.

### Stationssamhället
Under Örmo bruks tid var samhället litet och bestod av Örmo gård, en disponentbostad, några arbetarbaracker, och de flesta arbetarna bodde i torp och backstugor runt om i socknen. När sulfitfabriken Konga AB startades, blev först befolkningen mindre. De flesta arbetarna flyttade med till Kallinge, men med järnvägen förändrades läget.
En av de första affärerna var Colléens Spec. & Manufaktur som låg nära stationen. Där etablerades också en handelsträdgård. Även Konsum etablerade sig på orten. Vidare etablerades ett mejeri,, ett bageri. Så småningom fick man ett varierat utbud av affärer med möbler, papper, slakteri och cykelaffärer.
Samhället ökade i storlek, men sulfitfabrikens nedläggning blev ett bakslag. Klippan Bruk AB,  som ägde pappersbruket när det lades ner, skaffade så småningom ersättningsindustri i form av ett trähusföretag. Bebyggelsen expanderade sedan särskilt på 1960- och 1970-talen norrut vid Skogsgränden och senare vid Ringvägen. Konga fick ett centrum vid Ronnebyvägen där, Centrumhuset låg med kommunalkontor, bank, post och bibliotek och mittemot Konsums affär. Efter kommunsammanläggningen 1970 med Tingsryd revs centrumhuset. Konsumbutiken lades ner och togs över av en privat handlare. Men affären brann ner strax efter nyår 2004. En ny butik öppnades ute vid väg 120 men mindre centralt i samhället.
Samhället har  sedan stagnerat och fler hus har rivits än som har nybyggts, befolkningen har åldrats men nu sker ett generationsskifte i samhället.

### Konga Allhus
" Konga Allhus är möjligheternas och generationernas hus. Förutom särskilt boende för äldre, finns det en skola, fritidshem, öppen förskola, integration av 6-åringar i skolan, värdshus och hår- och fotvård. I det särskilda boendet finns 24 lägenheter varav 16 enrumslägenheter på 39 kvm, 4 enrumslägenheter på 31 kvm och 4 tvårumslägenheter på 53 kvm. Samtliga lägenheter är handikappanpassade och utrustade med rymliga hygienutrymmen och trygghetslarm. I en- och tvårumslägenheterna finns kompletta kök och i de fyra minsta lägenheterna ett pentry. Dessutom finns gemensamma dagrum och allrum att umgås i." Så beskriver kommunen Allhuset. Allhusets skola ersatte ett skolhus som byggdes 1968 och drabbades av mögelproblem. Problemet hade sin grund i platta tak och undermålig byggnadsteknik.

### Föreningar
Den äldsta föreningen med stor betydelse i samhället är Konga Folkets hus, som byggdes 1919. Det är en livaktig förening med egen bio med modern biosalong, digitaliserad och med plats för 200 personer. I föreningen hus arrangeras loppmarknader, PRO-danser, kommunalfullmäktigemöten, dragspelsträffar och andra möten. Bion har ett par föreställningar i veckan.
Konga SK bildades 1933 och bedriver idag i huvudsak fotboll, men på klubbens idrottsplats Örmovallen finns också boulebanor. Föreningen bedriver motionsgymnastik och har ett mindre bad som är öppet sommartid.
Tingsryds skytteförening har en föreningslokal i Konga, Konga skyttecenter, som numera är inhyst i tidigare Konga Cykel och Motors lokal på Ronnybyvägen. 
Konga mud drivers MK  bildades 1989 och bedriver bilsport med terrängkörning med specialbyggda fordon.
Konga blev  även på 1990-talet hemvist för den numera upplösta sekten World Light Center.. Sekten höll till i före detta Kongaskolan, en byggnad som Volvo använde som skola för kurser under sin tid som ägare till Kongaverken.

### Befolkningsutveckling
| Befolkningsutvecklingen i Konga 1960–2020 | Befolkningsutvecklingen i Konga 1960–2020 | Befolkningsutvecklingen i Konga 1960–2020 | Befolkningsutvecklingen i Konga 1960–2020 | Befolkningsutvecklingen i Konga 1960–2020 |
| ----------------------------------------- | ----------------------------------------- | ----------------------------------------- | ----------------------------------------- | ----------------------------------------- |
|                                           |                                           |                                           |                                           |                                           |
| År                                        |                                           |                                           | Folkmängd                                 | Areal (ha)                                |
| 1960                                      | 1960                                      |                                           | 350                                       |                                           |
| 1965                                      | 1965                                      |                                           | 506                                       |                                           |
| 1970                                      | 1970                                      |                                           | 583                                       |                                           |
| 1975                                      | 1975                                      |                                           | 548                                       |                                           |
| 1980                                      | 1980                                      |                                           | 531                                       |                                           |
| 1990                                      | 1990                                      |                                           | 605                                       | 106                                       |
| 1995                                      | 1995                                      |                                           | 550                                       | 106                                       |
| 2000                                      | 2000                                      |                                           | 507                                       | 106                                       |
| 2005                                      | 2005                                      |                                           | 508                                       | 106                                       |
| 2010                                      | 2010                                      |                                           | 476                                       | 106                                       |
| 2015                                      | 2015                                      |                                           | 493                                       | 100                                       |
| 2020                                      | 2020                                      |                                           | 458                                       | 100                                       |
|                                           |                                           |                                           |                                           |                                           |